# Индустријска зона ла Мартела (Матера)
Индустријска зона ла Мартела (итал. Zona Industriale la Martella) је насеље у Италији у округу Матера, региону Базиликата.
Према процени из 2011. у насељу је живело 3 становника. Насеље се налази на надморској висини од 203 м.